# 中國救援山東搜救犬機動專業支隊
中國救援山東搜救犬機動專業支隊在2019年12月31日掛牌成立，所在地位於山東省济南市长清区。為國際搜救犬組織（IRO）、中国工作犬管理协会和公安部警犬繁育工作管理委员会之成員單位。截至2022年，支隊共有一百多隻搜救犬，包括德国牧羊犬、比利时牧羊犬、拉布拉多犬、史宾格犬等犬種。